# Stanisław Rozdrażewski (kasztelan)
Stanisław Rozdrażewski herbu Doliwa (zm. 1564 w Wiedniu) – kasztelan rogoziński od 1535.

## Życiorys
Był synem Jana Rozdrażewskiego (zm. 1527) – kasztelana międzyrzeckiego i Małgorzaty ze Śmigielskich h. Łodzia, primo voto Leszczyńskiej. Został oddany przez ojca w służbę na francuskim dworze Franciszka I Walezjusza, gdzie przebywał prawdopodobnie do roku 1530.
W 1535 brał udział w kampanii moskiewskiej pod dowództwem Jana Tarnowskiego, odznaczył się pod Starodubem.
Mianowany 23 kwietnia 1540 kasztelanem rogozińskim pozostawał na urzędzie co najmniej do kwietnia 1546, ale nie dłużej niż do września 1547, kiedy po raz pierwszy w dokumentach pojawia się nazwisko nowego kasztelana, Jana Krotoskiego.
Był bratem czeskim, dokonał konwersji na katolicyzm.
Ożenił się z Zuzanną z Myszkowskich i miał z nią synów: Jana, Stanisława, Hieronima, Krzysztofa i Mikołaja, który jednak najpewniej zmarł w dzieciństwie, oraz córki Annę i Dorotę. Wszystkich swoich synów, tak jak postąpił jego ojciec z nim samym, oddał na wychowanie we francuskim dworze Walezjuszów.
Za udział lub zlecenie zabójstwa szlachcica Wojciecha Koryckiego oraz Jakuba Trzcińskiego na dworze w Korytach Stanisław Rozdrażewski prawdopodobnie został skazany na banicję z Polski; powrócić mógł dopiero w 1551.
Osiadł na Śląsku, gdzie w Pomianowie (niem. Pomsdorf) nabył dobra od Barbary z Bystrzycy, żony swego przyrodniego brata Rafała Leszczyńskiego, kasztelana przemęckiego, wymieniając je na należące doń części majątku w Rozdrażewie.
Na podstawie XIII- i XIV-wiecznych dokumentów rodowych Stanisław Rozdrażewski uzyskał od Zygmunta Augusta potwierdzenie przysługującego mu tytułu komesa, co podniosło znacznie jego prestiż i zrównało go z innymi hrabiami na Śląsku. Podobnie w 1555 tytuł zatwierdził papież Pius IV.
Zmarł w Wiedniu i tam został pochowany w kościele jezuitów; jego syn Hieronim ufundował mu w tym kościele tablicę-epitafium.